# Maria Antoaneta, regină a Franței
Maria Antoaneta (în franceză Marie Antoinette, pronunție în IPA, /maʁi ɑ̃twanɛt/; n. 2 noiembrie 1755 - d. 16 octombrie 1793) a fost fiica împărătesei Maria Terezia a Austriei și sora împăratului Iosif al II-lea. La vârsta de 15 ani s-a măritat cu Ludovic al XVI-lea al Franței, devenind astfel regină a Franței. Maria Antoaneta a murit executată prin ghilotinare, în toiul Revoluției Franceze, în 1793, sub acuzația de înaltă trădare, nedovedită însă.

## Educație

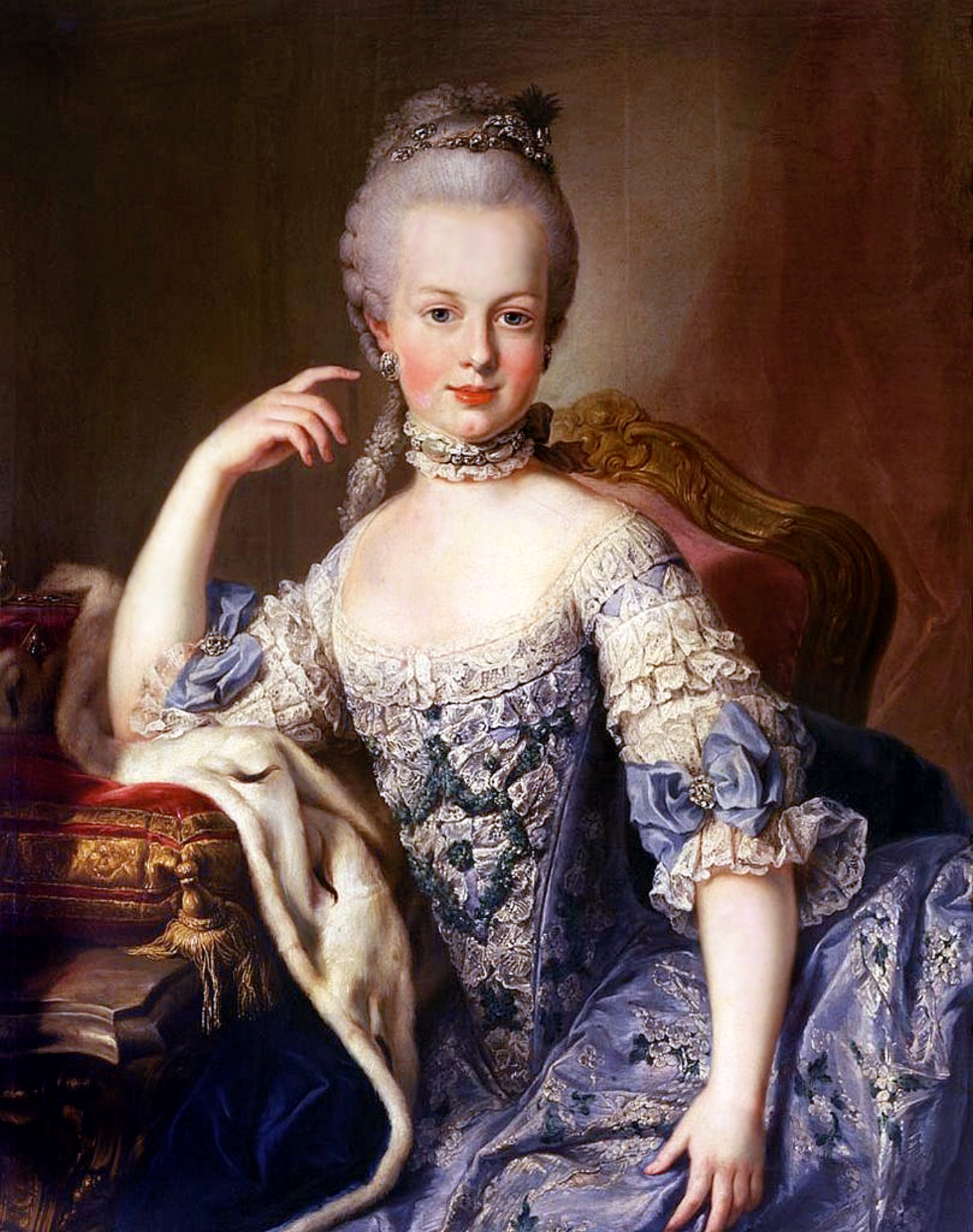
Marie Antoinette la vârsta de doisprezece ani, de Martin van Meytens.

Născută la Palatul Hofburg din Viena în 1755, Arhiducesa Maria Antonia a fost fiica cea mică a lui Francisc I, Împărat al Sfântului Imperiu Roman și a Mariei Theresia, regină a Ungariei și Boemiei. Maria Antonia era descrisă  ca „micuță, dar o Arhiducesă complet sănătoasă”. Arhiducesa a fost botezată Maria Antonia Josepha Johanna. La curtea austriacă era cunoscută drept Madame Antoine.
Maria Antonia și sora ei mai mare, Maria Carolina, au fost crescute împreună și au împărțit aceeași guvernantă până în 1767; au devenit foarte apropiate. Mariei Antonia îi plăcea muzica și a învățat să cânte la clavecin. De asemenea, a excelat la dans. La 10 ani se lupta să citească și să scrie în germană, vorbea puțin și cu dificultate franceza și foarte puțin italiana – trei limbi care erau vorbite frecvent în familia imperială. A învățat, de asemenea, unele elementele de bază ale limbii latine. În acel moment, eticheta de la curtea austriacă era mult mai puțin strictă decât cea de la Versailles, iar dansurile erau mai puțin complexe.
Mama sa, Maria Tereza, ca toți suveranii epocii, au pus căsătoriile copiilor în slujba politicii de alianță între Casa de Habsburg și Casa de Bourbon pentru a face față ambițiilor Prusiei și a Marii Britanii. Astfel, printre surorile mai mari ale Mariei Antoaneta, Maria Cristina, copilul preferat al împărătesei, s-a căsătorit în 1766 cu Albert de Saxonia, numit duce de Teschen și regent al Țărilor de Jos, iar Maria Amalia s-a căsătorit cu Ferdinand I, Duce de Parma iar Maria Carolina s-a căsătorit în 1768 cu Ferdinand I, regele celor Două Sicilii. Căsătoria dintre Delfinul Franței, viitorul Ludovic al XVI-lea și Maria Antoaneta trebuia să fie apoteoza acestei politici. Arhiducesa de Austria era strănepoata de frate a lui Ludovic al XIV-lea  prin bunica paternă, Élisabeth Charlotte d'Orléans.

## Delfină a Franței

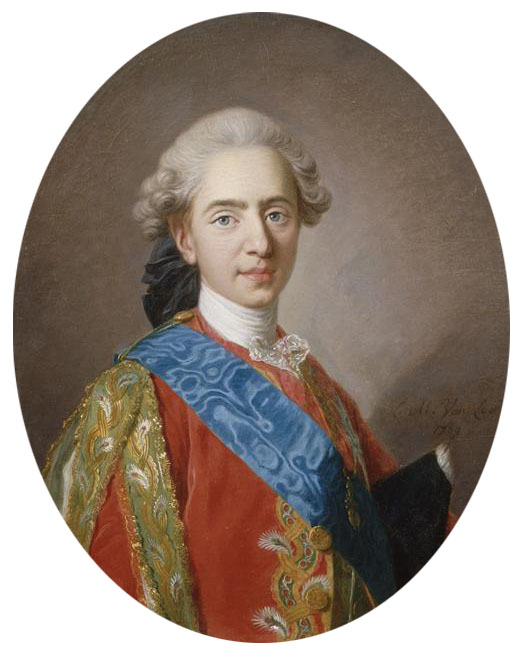
Ludovic, Delfin al Franței.

Maria Antoaneta a părăsit Viena în aprilie 1770, la vârsta de paisprezece ani. La 17 aprilie 1770 a renunțat oficial la drepturile sale asupra coroanei Austriei, și la 7 mai a trecut granița cu Franța. L-a întâlnit pe Delfinul Ludovic-August și, o săptămână mai târziu, pe mătușile acestuia (fiicele lui Ludovic al XV-lea, cunoscute drept Mesdames). Înainte de a ajunge la Versailles, și-a cunoscut cumnații , Ludovic Stanislav Xavier, conte de Provence și Carol Filip, conte d'Artois. Mai târziu, a întâlnit restul familiei inclusiv pe sora mai mică a soțului ei, Madame Élisabeth, care a devenit cea mai bună prietenă a Mariei Antoaneta.
Căsătoria Delfinului și a Delfinei a avut loc la 16 mai 1770 la Palatul Versailles. Populația Parisului a reacționat ambiguu la căsătoria dintre Maria Antoaneta și Ludovic-August. Pe de o parte, Delfina era populară, oamenii erau ușor fermecați de personalitatea și frumusețea ei. Totuși, la curte, căsătoria n-a fost atât de populară ca urmare a tensiunilor de lungă durată dintre Austria și Franța. Mulți curteni au susținut o căsătorie între Delfin și diferite prințese saxone. Pe la spatele ei, Mesdames au numit-o „l'Autrichienne” (austriaca). (Mai târziu, în ajunul Revoluției, când nepopularitatea reginei era din ce în ce mai mare, l'Autrichienne s-a transformat în l'Autruchienne, un joc de cuvinte care folosea „struț” (franceză : autruche) și „cățea” (franceză : chienne)).

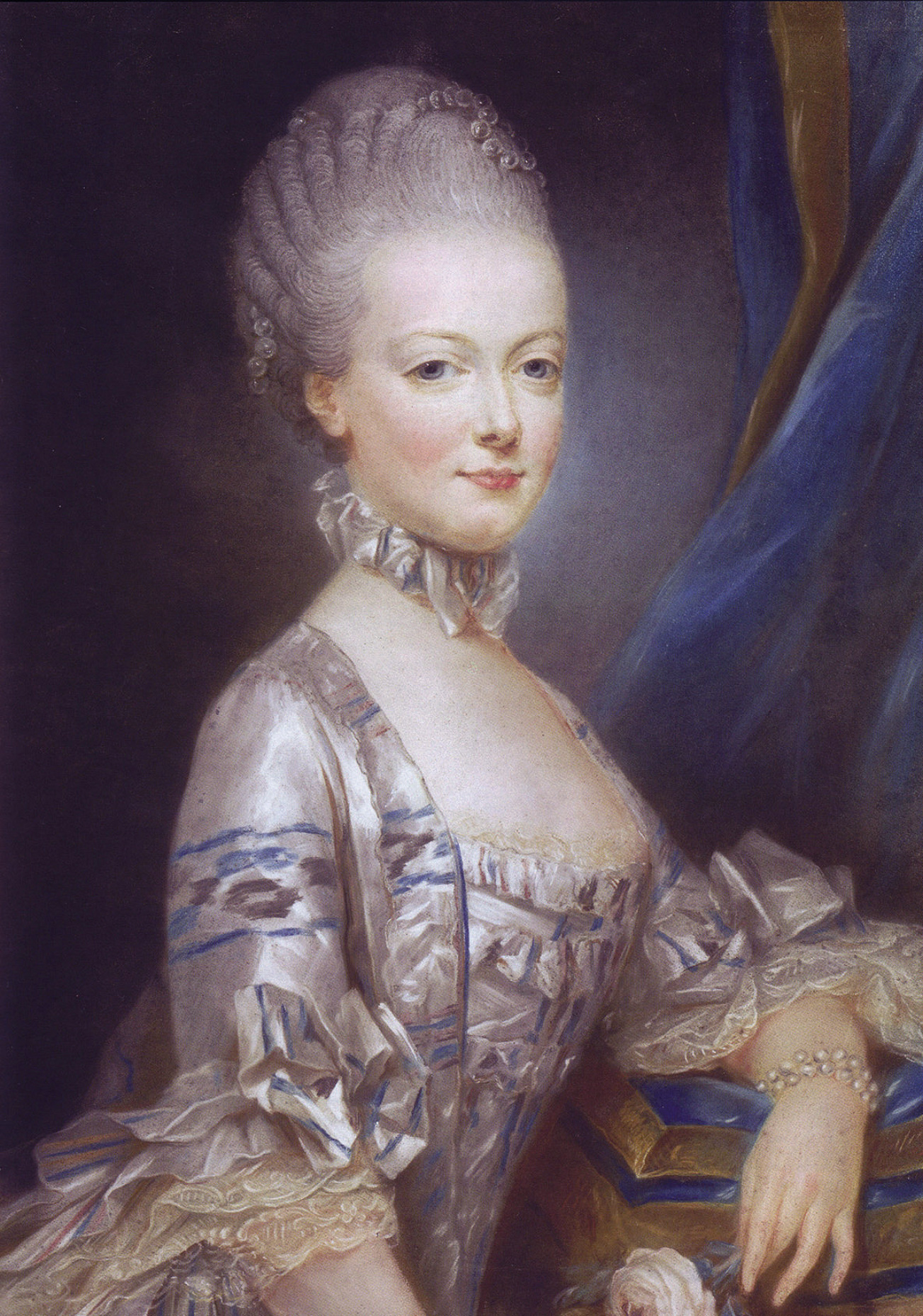
Portret al Mariei Antoaneta realizat de Joseph Ducreux în 1769 și trimis Delfinului, pentru a-și vedea viitoarea soție înainte de a se întâlni.

Tânăra Delfină are dificultăți în adaptarea la noua sa viață, spiritul ei s-a pliat greu la complexitatea și la viclenia „vieții de la curte”, la libertinajul regelui Ludovic al XV-lea și a metresei sale, contesa du Barry.
Contesa a avut un rol esențial în înlăturarea de la putere a ducelui de Choiseul care ajutase la orchestrarea alianței franco-austriece și la căsătoria Mariei Antoaneta. Mesdames, care o urau pe madame du Barry din cauza relației ei dezgustătoare cu tatăl lor, au manipulat-o pe Delfină să refuze să recunoască favorita, lucru considerat de unii a fi o gafă politică. După luni de continuă presiune din partea mamei sale și a lui Florimond Claude, conte de Mercy-Argenteau și ambasadorul Austriei la Paris, Maria Antoaneta a fost silită să vorbească cu contesa du Barry în ziua Anului Nou 1772. Deși conversația s-a limitat la un banal comentariu al Delfinei către metresa regală „este multă lume astăzi la Versailles”, contesa a fost mulțumită iar criza depășită. Mai târziu, Maria Antoaneta a devenit mai politicoasă cu contesa , mulțumindu-l pe Ludovic al XV-lea.
Încă de la început Delfina a primit scrisori de la mama sa. Maria Theresa îi scria regulat fiicei ei și primea rapoarte secrete de la Mercy d'Argenteau în legătură cu comportamentul ei. Această corespondență voluminoasă este o sursă importantă de informații cu privire la toate detaliile vieții Mariei Antoinette de la căsătorie în 1770 până la decesul Mariei Tereza în 1780. Delfina era criticată constant de mama sa pentru inabilitatea de a „inspira pasiune” soțului ei, care rareori dormea cu ea și care era mai interesat de hobby-urile lui cum ar fi vânătoarea sau ceasornicăria. Împărăteasa a mers atât de departe încât i-a spus direct fiicei ei că nu mai este frumoasă și că și-a pierdut grația.
Pentru a compensa lipsa de afecțiune a soțului ei și criticile nesfârșite ale mamei ei, Maria Antoaneta a început să cheltuiască mai mult pe jocurile de noroc, îmbrăcăminte și cosmetice. Era de așteptat să cheltuiască bani pe haine și să le pună în umbră pe celelalte femei de la curte (regina Maria Leszczyńska murise în 1768, cu doi ani înainte de sosirea Mariei Antoaneta).
Delfina a început să se împrietenească cu diferite doamne din suita ei. Cel mai mult s-au remarcat sensibila și „pura” văduvă prințesa de Lamballe pe care a numit-o superintendent al casei sale și iubitoarea de distracții ducesă de Polignac care în cele din urmă a format piatra de temelie a cercului intim de prieteni ai reginei (Société Particulière de la Reine). Mai târziu, ducesa de Polignac a devenit guvernanta copiilor regali și a fost prietenă atât cu Maria Antoaneta cât și cu Ludovic. Prietenia Delfinei cu aceste doamne, influențată de diverse publicații populare care au promovat astfel de prietenii, a cauzat mai târziu acuzația de lesbianism.
La 27 aprilie 1774, la o săptămână după premiera operei lui Gluck Iphigénie en Aulide, care a asigurat poziția Delfinei de patroană a artelor, Ludovic al XV-lea s-a simțit rău. La 4 mai regele a fost insistent sfătuit să o trimită pe contesa du Barry departe de Versailles; la 10 mai, la trei după-amiază, regele a murit de variolă la vârsta de șaizeci și patru de ani. Ludovic-August a fost încoronat ca regele Ludovic al XVI-lea al Franței la 11 iunie 1775 la catedrala din Rheims. Maria Antoaneta n-a fost încoronată alături de el , doar l-a însoțit la ceremonia de încoronare.

## Regină a Franței

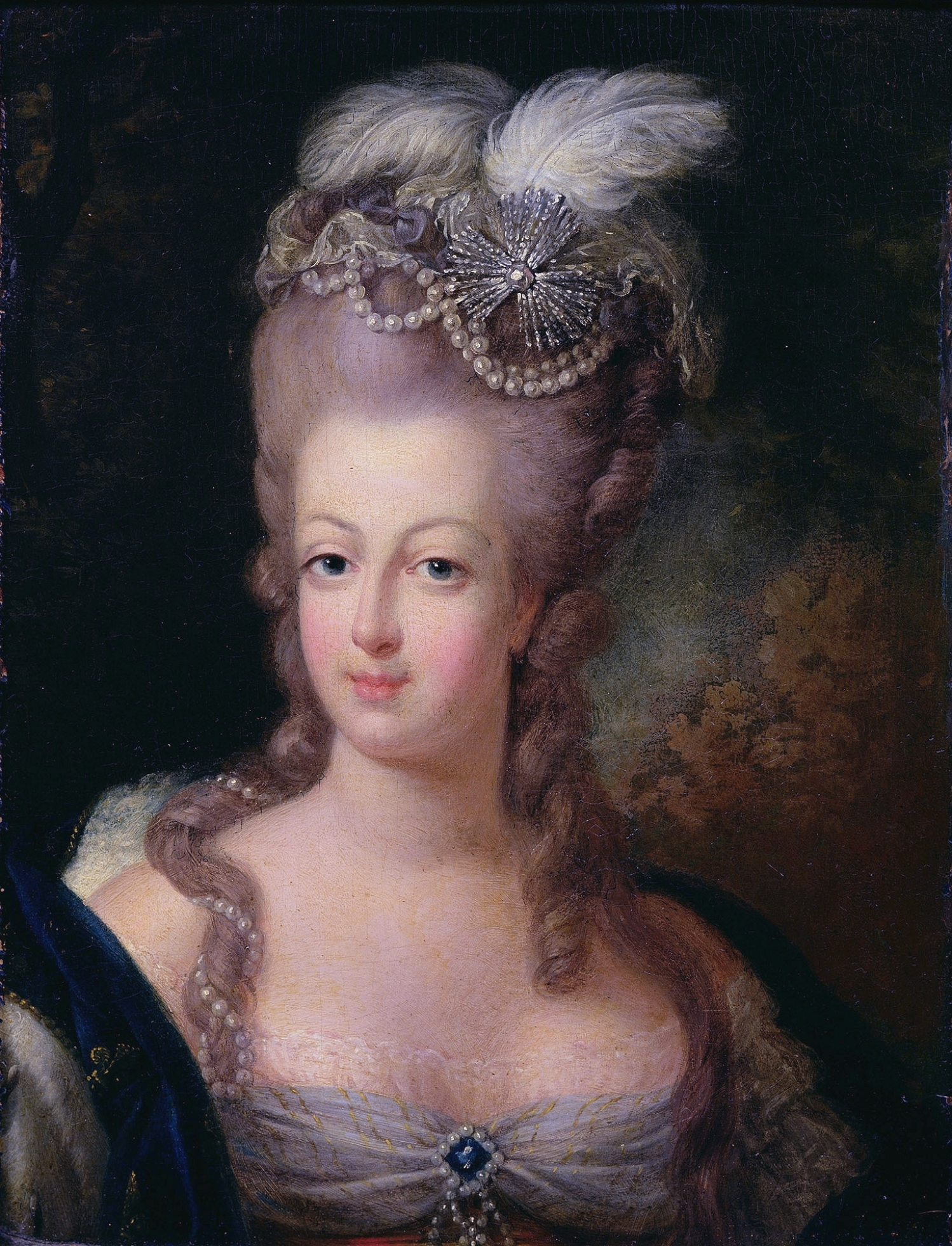
Maria Antoneta, regină a Franței, 1775.

Maria Antoaneta devine regină a Franței și a Navarei la vârsta de optsprezece ani. Situația Mariei Antoaneta devine mai precară când, la 6 august 1775, cumnata ei, contesa d'Artois dă naștere unui fiu, ducele d'Angoulême - moștenitorul prezumtiv al tronului Franței când tatăl lui, contele d'Artois devine regele Carol al X-lea al Franței în 1824. Urmează  o serie de pamflete grafice satirice care se concentrează în special pe impotența regelui și pe aventurile sexuale ale reginei cu bărbați și femei.
Încă fără să fi oferit Franței moștenitori și încă considerată străină, regina devine în 1777 ținta primului cântec ostil care circulă de la Paris până la Versailles. Regina cheltuia necontenit prin cumpărarea rochii de la Rose Bertin și cu jocuri de noroc. A început să atragă diferiți admiratori masculini pe care i-a acceptat în cercul ei intim de prieteni, inclusiv pe baronul de Besenval, ducele de Coigny și contele Esterházy.

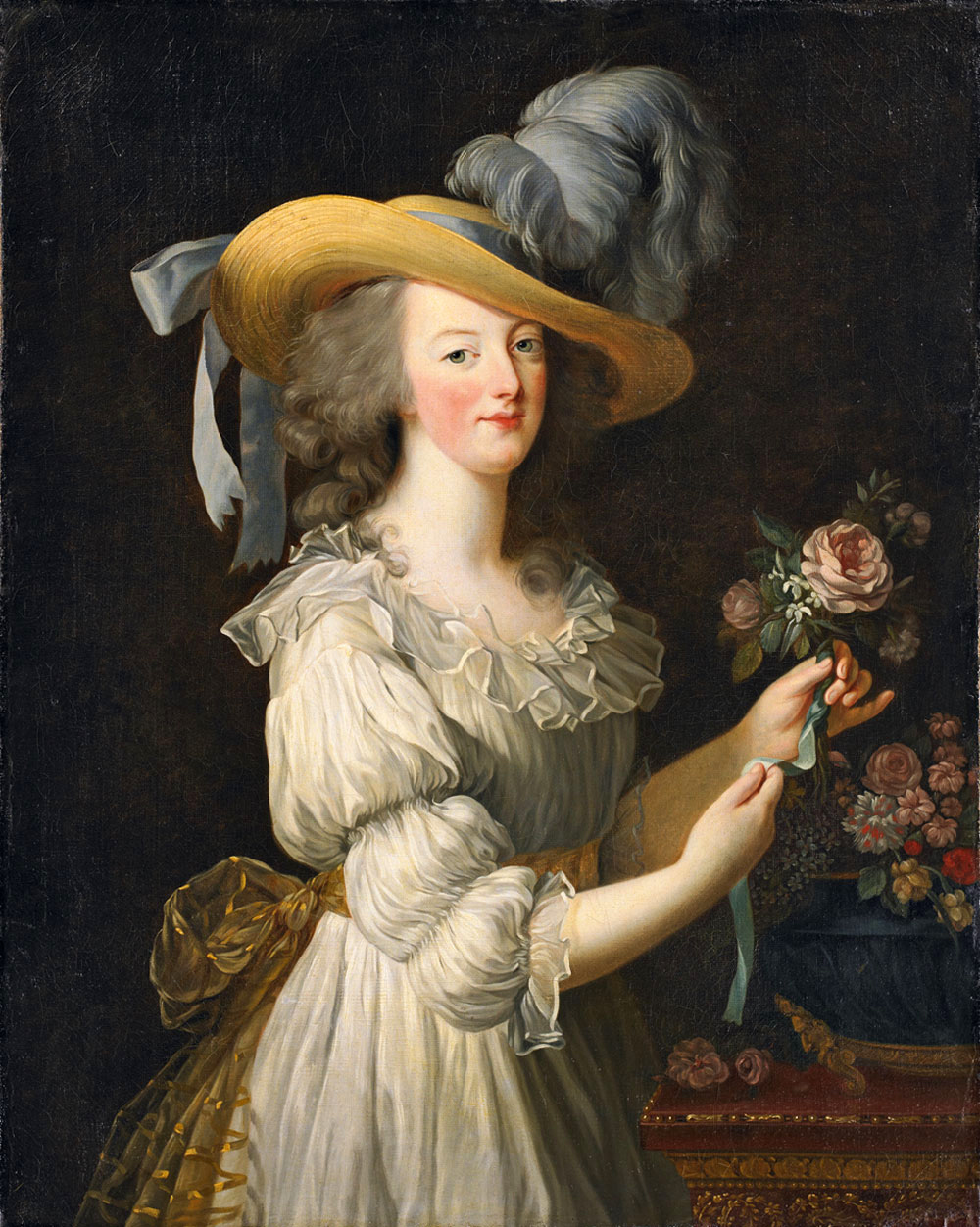
Maria Antoaneta în rochie de muselină de Élisabeth Vigée Le Brun, 1783

I s-a îngăduit renovarea Micului Trianon (Petit Trianon), un castel mic din Versailles oferit în dar de Ludovic al XVI-lea la 15 august 1774, cu deplina libertate bugetară. S-a concentrat în special pe horticultură, reproiectând în stil englezesc grădina. Deși Petit Trianon fusese construit pentru Madame de Pompadour, metresa lui Ludovic al XV-lea, el a devenit asociat cu extravaganța Mariei Antoaneta. Zvonurile care circulau spuneau că pereții sunt tencuiți cu aur și diamante. O problemă și mai mare totuși era datoria suportată de Franța în timpul Războiului de Șapte Ani, care nu fusese încă achitată.
 
În micul ei teatru, a jucat în piese ca Bărbierul din Sevilla de Beaumarchais în rolul unei servitoare, spre amuzamentul lui Ludovic al XVI-lea. Prin dorința sa către plăcerile simple și prieteniile exclusiviste, Maria Antoaneta își face din ce în ce mai mulți inamici chiar și la curtea de la Versailles.
A fost tentată să influențeze politica regelui, de a face și desface miniștrii, întotdeauna la sfatul prietenilor. Totuși, contrar zvonurilor, rolul ei politic a fost extrem de limitat. A existat o întreagă campanie împotiva ei, au circulat pamflete, a fost acuzată că are amanți (cumnatul ei contele d’Artois, contele suedez Hans Axel de Fersen) sau chiar amante (ducesa de Polignac), că face risipă de bani publici pentru frivolitate și pentru favoriți, că face jocurile Austriei acum condusă de fratele ei Iosif al II-lea. 

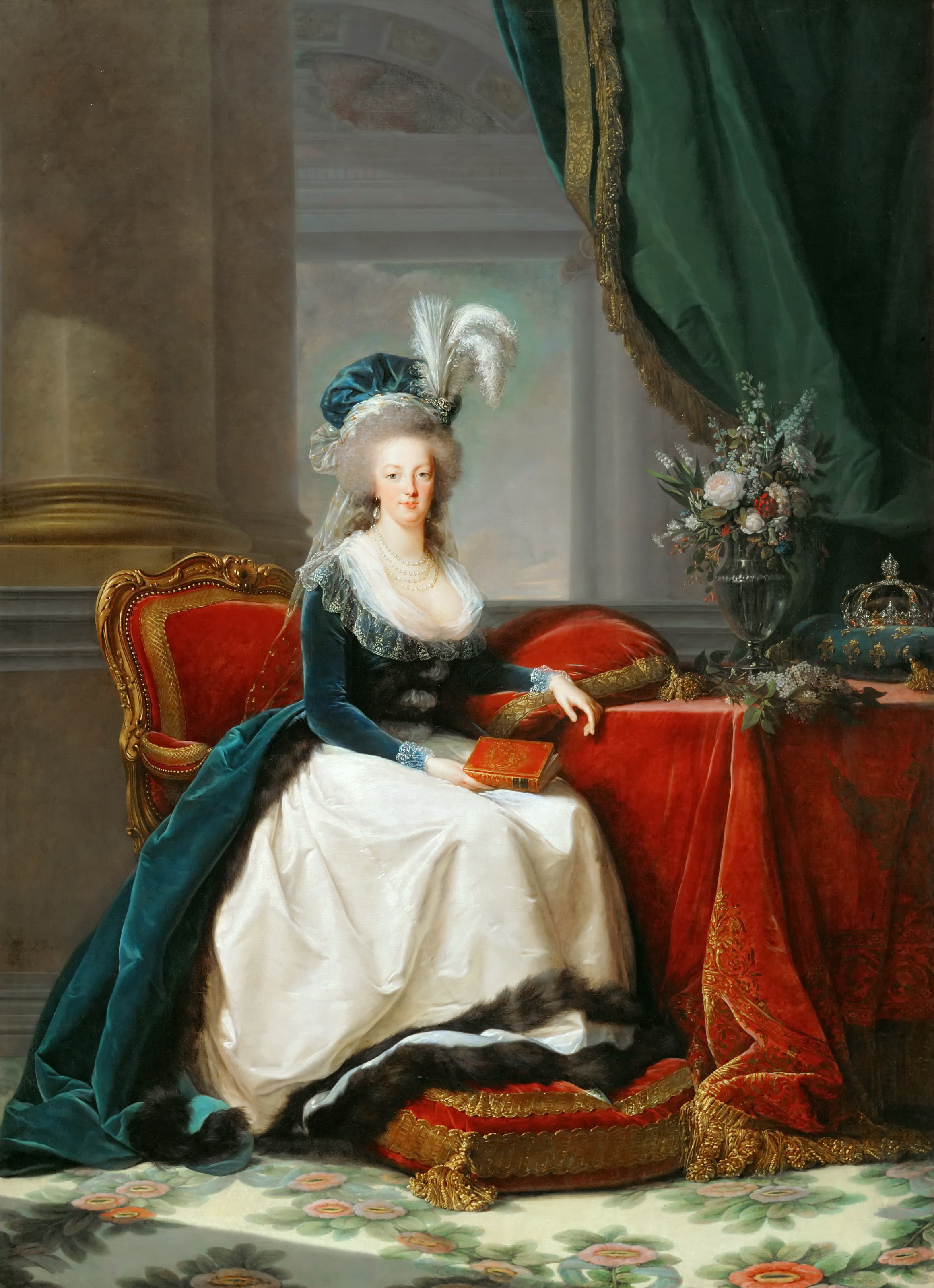
Portret al Mariei Antoneta
de Élisabeth Vigée Le Brun (1788).

Puțin înainte de Anul Nou 1778, Maria Antoaneta a născut primul ei copil. Au urmat alți trei,
- Marie-Thérèse Charlotte, (19 decembrie 1778 - 19 octombrie 1851)
- Louis-Joseph, Delfin al Franței (22 octombrie 1781 - 4 iulie 1789)
- Ludovic al XVII-lea al Franței (27 martie 1785 - 8 iunie 1795)
- Sophie Hélène Béatrice (1786-1787)

Acest lucru nu servește în mod necesar Mariei Antoaneta, deoarece apar calomnii care spun că copiii săi, inclusiv fiul său nu sunt ai regelui Ludovic al XVI-lea.
Regina a devenit un cititor pasionat de romane istorice și interesul său științific a determinat-o să asiste la lansarea de baloane cu aer cald. Ea a fost fascinată de filosofia lui Rousseau precum și de cultura incașilor din Peru, de cultul lor pentru soare. A vrut să învețe limba engleză și deși n-a vorbit niciodată fluent, știa să scrie în engleză prietenei ei, ducesa de Devonshire, a cărei viață era foarte similară cu a ei.

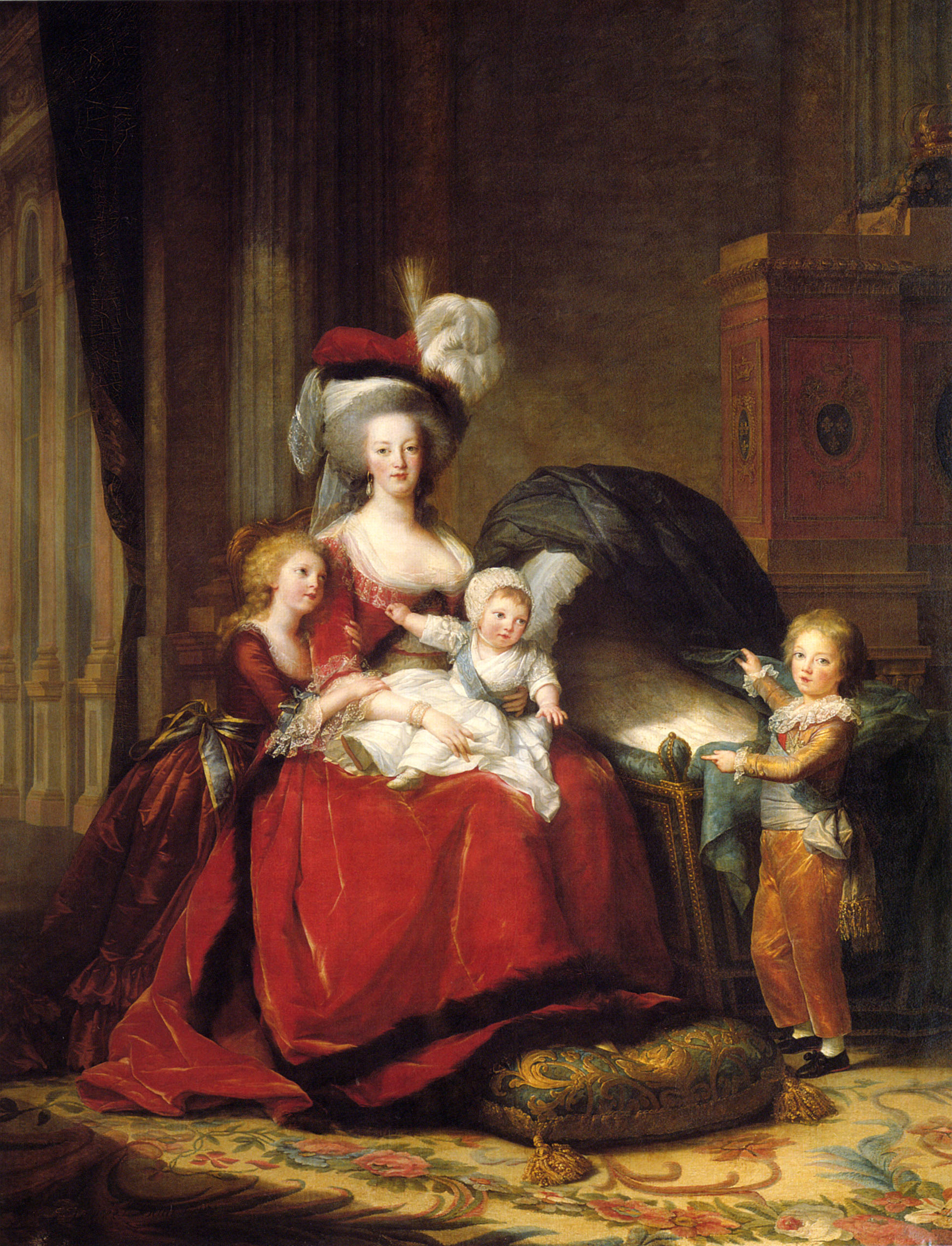
Acest portret de Élisabeth Vigée Le Brun (1787) al Mariei Antoaneta și a copiilor ei Marie Thérèse, Louis Charles (în brațe), și Louis Joseph, a fost menit să ajute reputației ei, descriind-o ca o mamă, în haine simple dar impunătoare.

În august 1784, când regina era însărcinată, a cumpărat Castelul de la Saint-Cloud, un loc pe care l-a iubit dintotdeauna, de la ducele d'Orléans, tatăl ducelui de Chartres, căzut în dizgrație. Aceasta a fost o achiziție extrem de nepopulară, în special în rândul unelor facțiuni ale nobilimii, care deja o displăceau, dar, de asemenea, și a unui procent în creștere a populației care s-a simțit șocată de faptul că o regină franceză ar putea avea o reședință proprie, independent de rege. Prețul mare a castelului, de aproape 6 milioane de livre, la care s-a adăugat costul suplimentar substanțial pentru redecorarea acestuia, a asigurat mai puțini bani pentru rambursarea datoriei substanțiale a Franței.
Deteriorarea continuă a situației financiare în Franța, deși s-au făcut reduceri în suita regală, a forțat în cele din urmă pe rege să colaboreze cu ministrul său de finanțe, Charles Alexandre de Calonne, pentru a apela la Adunarea notabililor, după o pauză de 160 de ani. Adunarea a fost convocată pentru a încerca să se adopte unele dintre reformele necesare pentru a ușura situația financiară, atunci când Parlamentul a refuzat să coopereze. Prima reuniune a Adunării a avut loc la 22 februarie 1787, la care Maria Antoaneta nu a fost prezentă. Mai târziu, absența sa a dus la acuzația de încercarea de a submina scopul Adunării.
Adunarea ar fi fost eșuat, cu sau fără prezența reginei, deoarece nu a adoptat nici o reformă și a sfidat regele, cerând alte reforme și consimțământul Parlamentului. Ca urmare, regele l-a demis pe Calonne la 8 aprilie 1787; ministrul de externe Vergennes a murit la 13 februarie. Regele, ignorând încă o dată candidatul pro-austriac al reginei, a numit  un prieten din copilărie, contele de Montmorin, pentru a-l înlocui pe Vergennes ca ministru de externe.
În acest timp, deși candidatul ei a fost respins, regina a început să abandoneze activitățile ei și să se implice în politică mai mult decât oricând înainte, și mai ales împotriva intereselor Austriei. Acest lucru a avut mai multe motive. În primul rând, copiii ei erau Enfants de France, copii ai Franței, și deci viitorul lor ca lideri ai Franței trebuia asigurat. 

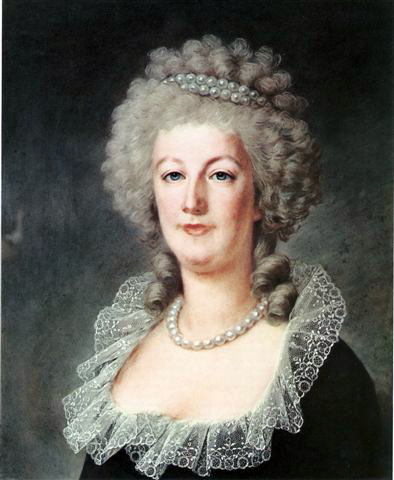
Un portret foarte realist al Mariei Antoaneta,
pictat în jurul anului 1791 de Alexandre Kucharsky.

În al doilea rând, prin concentrarea asupra copiilor ei, regina a încercat să îmbunătățească imaginea negativă pe care a dobândit-o prin „afacerea colierul de diamant” (implicarea la o infracțiune de fraudare a bijuteriilor coroanei). În al treilea rând, regele a început să se retragă dintr-un rol de luare a deciziilor în guvern ca urmare a unei depresii acute din cauza presiunilor făcute asupra lui.

Ca rezultat, Maria Antoaneta a apărut ca o entitate politică viabilă, deși nu a fost niciodată intenția sa reală. În noua sa calitate de politician bucurându-se de o oarecare putere, regina a încercat cât a putut să ajute la reglementarea situației dintre rege și Adunare.
Această schimbare în rolul ei politic a semnalat începutul sfârșitului influenței ducesei de Polignac. Mariei Antoaneta a început să-i displacă cheltuielile mari ale ducesei și impactul acestora asupra finanțelor Coroanei. Ducesa a plecat în Anglia în mai, lăsându-și copiii la Versailles. De asemenea, în luna mai, Étienne Charles de Loménie de Brienne, arhiepiscop de Toulouse și unul dintre aliații politici ai reginei, a fost numit de rege pentru a-l înlocui pe Calonne ca ministru de finanțe. El a început să reducă cheltuielile curții.
Brienne, totuși, nu a reușit să îmbunătățească situația financiară. Din moment ce el a fost aliatul ei, acest eșec a afectat poziția politică a reginei. La 25 mai Adunarea notabililor a fost dizolvată, din cauza incapacității sale de a duce lucrurile la capăt. De această lipsă de soluții a fost acuzată regina. În realitate, vina era o combinație de mai mulți alți factori. Au fost prea multe războaie costisitoare, o familie regală prea mare, cu cheltuieli mari și o lipsă a dorinței din partea multora dintre aristocrații responsabili de a ajuta la acoperirea costurilor de guvern din propriile lor buzunare cu impozite mai mari. Maria Antoaneta a obținut porecla de „Madame Déficit”, „doamna Datorie” (sic) în vara anului 1787, ca urmare a percepției publice că ea singură a ruinat finanțele națiunii.
Situația politică din 1787 s-a înrăutățit când Parlamentul a fost exilat și a culminat la 11 noiembrie când regele a încercat să utilizeze lit de justice. El a fost provocat în mod neașteptat de către vărul său căzut în dizgrație, ducele de Chartres, care a moștenit titlul de Duce d'Orléans la moartea recentă a tatălui său. Noul duce de Orléans a protestat public la acțiunile regelui, iar ulterior a fost exilat. În cele din urmă, la 8 iulie și 8 august, regele a anunțat intenția sa de a convoca Adunarea Stărilor Generale, legiuitorul tradițional ales al țării, care nu fusese consultat din 1614.
Preocuparea principală a reginei la sfârșitul anului 1787 și în 1788 a fost îmbunătățirea stării de sănătate a Delfinului. Suferea de tuberculoză și avea coloana răsucită și curbată sever. A fost dus la castelul Meudon în speranța că aerul de la țară îl va ajuta pe copil să se refacă. Din păcate, mutarea a făcut prea puțin pentru a atenua starea Delfinului, care a continuat să se deterioreze. Băiatul, în vârstă de șapte ani, a murit la Meudon la 4 iunie 1789 de tuberculoză, lăsând titlul de Delfin fratelui său mai mic, Louis Charles.

Moartea sa, care în mod normal ar fi fost jelită la nivel național, a fost ignorată de poporul francez care se pregătea pentru următoarea reuniune a Adunării Stărilor Generale.

### Revoluția franceză

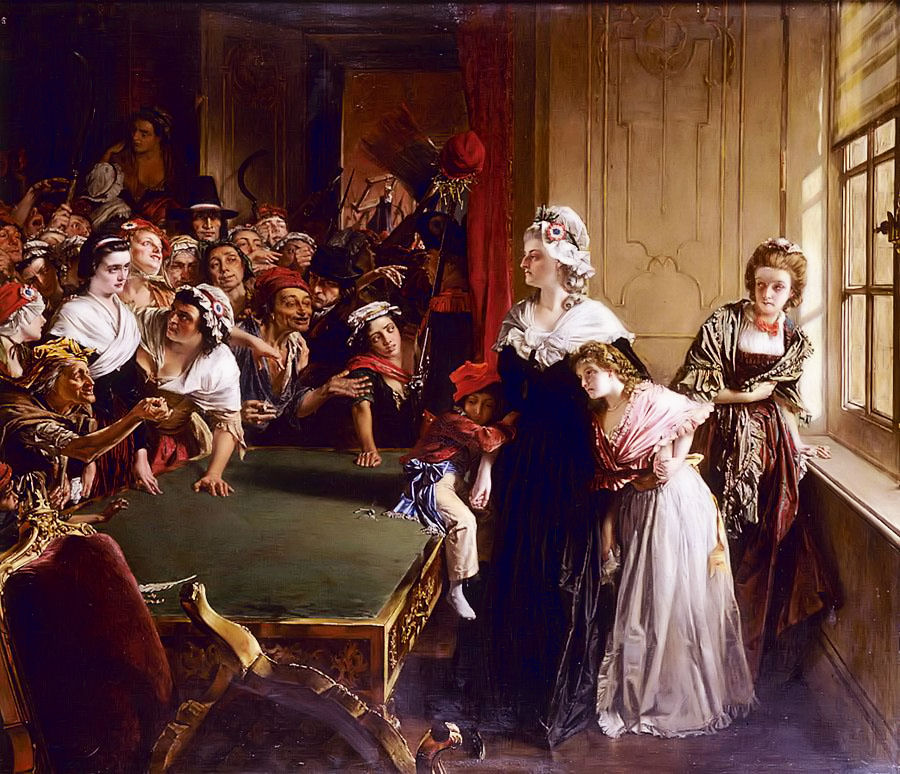
Maria Antoaneta împreună cu copiii ei și Madame Élisabeth, când mulțimea a intrat în Palatul Tuileries la 20 iunie 1792.

La sfârșitul lui august a fost adoptată Declarația Drepturilor Omului și ale Cetățeanului (La Déclaration des Droits de l'Homme et du Citoyen) , ceea ce a dus la începutul monarhiei constituționale în Franța. La 5 octombrie familia regală este obligată să se mute la Paris, la Palatul Tuileries sub supraveghere. În ciuda încercărilor ei de a rămâne în afara interesului publicului, regina a fost acuzată de a avea o aventură cu comandantul Gărzii Naționale, marchizul de La Fayette. În realitate ea îl detesta  pe marchiz pentru tendințele sale liberale și pentru că era parțial răspunzător pentru plecarea forțată de la Versailles a familiei regale.
În acest timp au fost proiectate mai multe comploturi pentru a ajuta membrii familiei regale să evadeze. Regina a respins mai multe, deoarece n-a vrut să plece fără rege. Alte ocazii pentru a salva familia au fost în cele din urmă anulate de regele nehotărât. Când în cele din urmă regele s-a angajat într-un plan de scăpare, indecizia lui a jucat un rol important în eșecul planului. Într-o încercare de a scăpa din Paris spre cetatea regalistă Montmédy, planificată de contele Axel von Fersen și baronul de Breteuil, unii membri ai familiei regale au trebuit să joace rolul unor slujitori ai unei baronese ruse bogate.

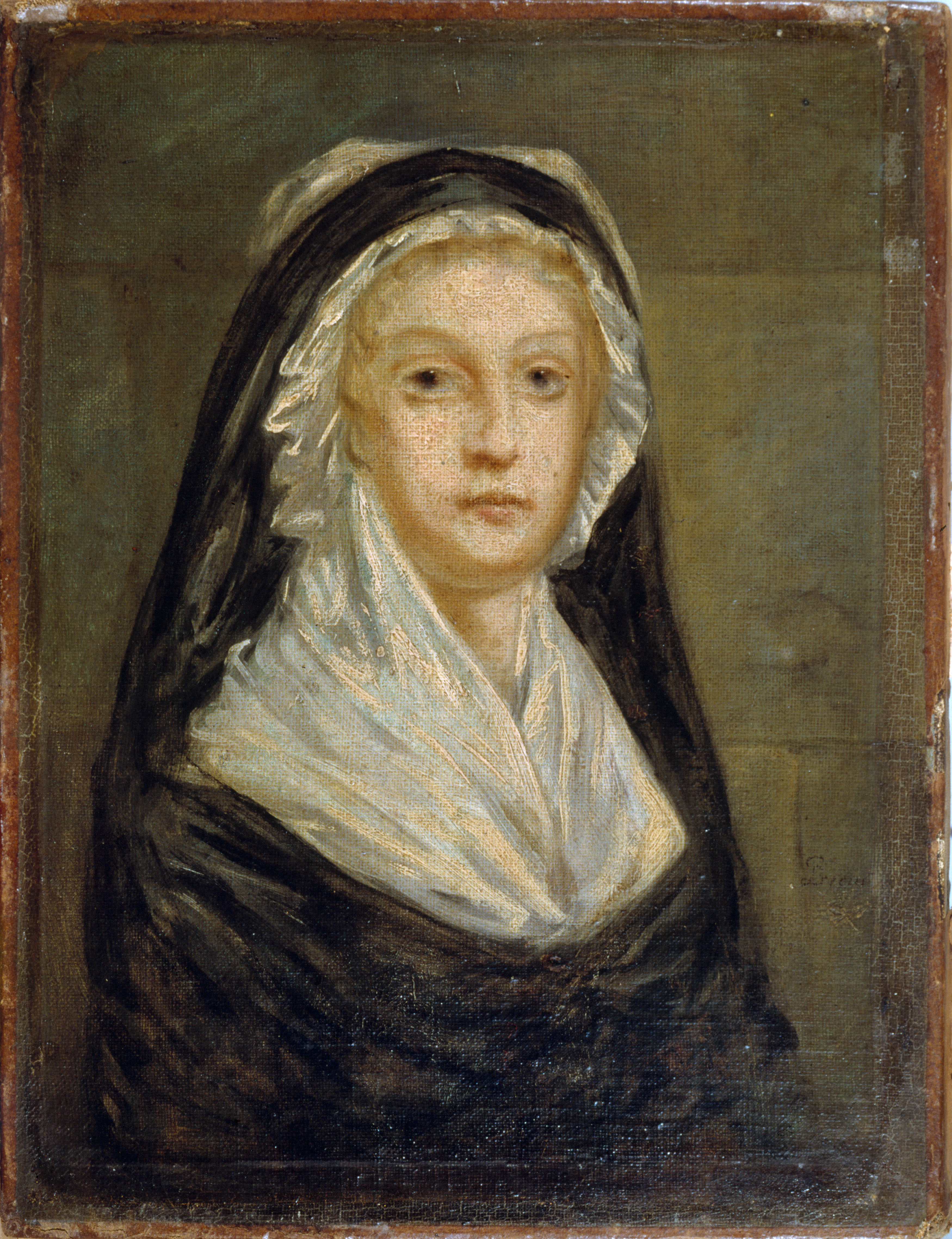
Maria Antoaneta în 1793
Ulei pe pânză de Kucharski.

Inițial, regina a respins planul întrucât acesta prevedea ca ea să plece doar cu fiul ei. Ea dorea ca și restul familiei regale să-i însoțească. Regele a pierdut timp pentru a decide pe care membri de familie ar trebui să-i expună riscului, care ar trebui să fie data de plecare și calea exactă a traseului care urmează să fie utilizat. După multe amânări, în cele din urmă evadarea a avut loc la 21 iunie 1791, și a fost un eșec. Întreaga familie a fost capturată  douăzeci și patru de ore mai târziu, la Varennes, azi Varennes-en-Argonne, și adusă înapoi la Paris, într-o săptămână.
Deși noua constituție  a fost adoptată la 3 septembrie 1791, Maria Antoaneta a sperat până la sfârșitul anului 1791 că noul drum politic ar putea fi oprit. A sperat că noua constituție se va dovedi imposibilă și că fratele ei, noul împărat al Austriei, Leopold al II-lea, va găsi o cale pentru a înfrânge revoluționarii. Ea a ignorat faptul că Leopold era mai interesat să profite de starea de haos din Franța în beneficiul Austriei decât de a-și ajuta sora și familia ei.

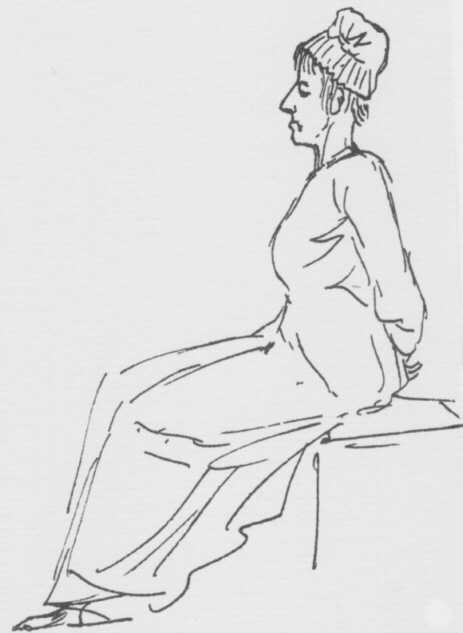
Maria Antoaneta în drum spre ghilotină
(Cerneală de Jacques-Louis David, 16 octombrie 1793)

Rezultatul tendințelor agresive ale lui Leopold și cele ale fiului său, Francisc al II-lea, care l-a succedat în luna martie 1792, a fost faptul că Franța a declarat război Austriei la 20 aprilie 1792. Regina a fost privită ca un dușman, chiar dacă ea personal a fost împotriva pretențiilor austriece asupra teritoriilor franceze. Situația s-a complicat în vară, când armatele franceze erau în permanență învinse de austrieci și regele a exercitat dreptul de veto la mai multe măsuri care ar fi limitat puterea lui pe viitor. În acest timp, din cauza activităților politice ale soțului ei, Maria-Antoaneta a primit  porecla de „Madame Veto”.
La 13 august familia regală a fost închisă în turnul Templului din Marais în condiții considerabil mai aspre decât cele de la Palatul Tuileries. O săptămână mai târziu, mulți dintre apropiații familiei regale, printre care și Prințesa de Lamballe, au fost interogați de către Comuna din Paris. Transferată la închisoarea La Force, ea a fost una din victimele Masacrului din Septembrie, fiind ucisă la 3 septembrie. Capul ei a fost aplicat pe o știucă și plimbat prin tot orașul. Deși Maria Antoaneta n-a văzut capul prietenei ei de la ferestra închisorii, ea a leșinat la auzul sfârșitului înspăimântător care s-a abătut asupra prietenei ei credincioase.
La 21 septembrie abolirea monarhiei a fost declarată oficial iar Convenția Națională a devenit autoritatea supremă a Franței. Familia regală a fost redenumită „Capet” și au început pregătirile pentru procesul regelui. La 26 decembrie Convenția a votat condamnarea la moarte a regelui iar Ludovic al XVI-lea a fost executat la 21 ianuarie 1793, la vârsta de 38 de ani. La 27 martie Robespierre evocă soarta reginei pentru prima dată în fața Convenției. La 13 iulie Delfinul este luat de lângă mama lui și încredințat cizmarului Simon. La 2 august Maria Antoaneta este separată de prințese (fiica sa Madame Royale și cumnata sa madame Élisabeth) și este condusă la Conciergerie. În timpul șederii sale în închisoare, Maria Antoaneta a suferit de tuberculoză și posibil de cancer la uter, ceea ce îi cauza hemoragii frecvente.
La 14 octombrie la Tribunalul Revoluționarilor a avut loc procesul reginei. Spre deosebire de rege, căruia i s-a acordat timp pentru apărare, procesul reginei a fost mai mult o înscenare, luându-se în considerare timpul acordat (mai puțin de o zi) și punctul de vedere misogin iacobin. Acuzația cea mai infamă a fost că a abuzat sexual de fiul ei. După două zile, a fost declarată vinovată de trădare în dimineața zilei de 16 octombrie 1793. Întoarsă în celulă a scris o scrisoare cumnatei sale afirmând conștiința ei clară, credința catolică și sentimentele pentru copiii ei. Scrisoarea nu a ajuns la Élisabeth.
În aceeași zi, părul ei a fost tăiat și a fost plimbată prin Paris într-un coș deschis purtând o rochie albă simplă. La 12:15 pm, cu două săptămâni jumătate înainte de a împlini 38 de ani, a fost executată pe eșafodul montat în Piața Revoluției (în prezent Place de la Concorde). Ultimele ei cuvinte au fost „Iertați-mă, domnule, n-am vrut” adresate călăului Sanson, pe care îl călcase pe picior. Corpul a fost aruncat într-un mormânt nemarcat în cimitirul Madeleine (care a fost închis anul următor).
Cumnata sa Élisabeth a fost executată în 1794 iar fiul ei a murit în închisoare în 1795. Fiica ei s-a întors în Austria printr-un schimb de prizonieri, s-a căsătorit și a murit fără a avea copii în 1851. Atât corpul ei cât cel și al regelui Ludovic al XVI-lea au fost exhumate la 18 ianuarie 1815 în timpul Restaurației, când contele de Provence a devenit regele Ludovic al XVIII-lea. Înmormântarea rămășițelor regale a avut loc trei zile mai târziu, la 21 ianuarie 1815, după 22 de ani de la executarea regelui Ludovic al XVI-lea, la Biserica St. Denis.

## Referiri la Maria Antoaneta în artă
- Propoziția „Dacă n-au pâine, să mănânce cozonac!” a fost adesea atribuită Mariei-Antoaneta, pe când aceasta privea, pe 5 octombrie 1789, mulțimea de parizieni răsculați adunați sub ferestrele palatului de la Versailles. Cu toate acestea, nu există nici o dovadă în sprijinul acestei aserțiuni [40]. Singura referire existentă se găsește în Cartea a VI-a din Partea I din Visările unui hoinar singuratic [41], opera autobiografică a lui Rousseau:

Enfin je me rappelai le pis-aller d’une grande princesse à qui l’on disait que les paysans n’avaient pas de pain, et qui répondit : Qu’ils mangent de la brioche.

„Îmi adusei aminte de răspunsul unei prințese care, când i se spusese că țăranii nu au pâine, a spus că pot să mănânce cozonac.”
Nu există nici o rațiune documentară să se considere că „prințesa” din textul rousseauist este Maria-Antoaneta.
- 1835 În romanul „Moș Goriot” [42] eroul eponim, un colecționar pasionat, pare a fi în posesia evantaiului reginei Maria Antoaneta.
- 1849/1850 Colierul reginei [43], romanul lui Alexandre Dumas,  oferă o relatare romanțată a „afacerii colierului”.
- 1938  - Marie Antoinette, film american cu Norma Shearer în rolul titular
- 1947/1948 Romanul „Vulpile în vie” [44] dă o descriere realistă a personalității reginei, în contextul mai larg al descrierii acțiunii de lobbying întreprinsă de Franklin și Beaumarchais pentru subsidierea revoluției americane.
- 2006 Filmul Maria Antoaneta (Marie-Antoinette)[45], cu Kirsten Dunst în rolul principal și Jamie Dornan în rolul contelui Fersen, repovestește viața reginei.